# III. Károly parmai herceg
Ferdinánd Károly József Bourbon–parmai herceg (Ferdinando Carlo Giuseppe Maria Vittorio Baldassare di Borbone-Parma) (Villa delle Pianore, Luccai Hercegség, 1823. január 14. – Parma, 1854. március 27.) a Bourbon-ház parmai ágából származó herceg, spanyol infáns (Infante de España), 1849–től haláláig III. Károly (Carlo III) néven Parma, Piacenza és Guastalla uralkodó hercege, Zita osztrák császárné és magyar királyné apai nagyapja.

## Élete

### Származása
Ferdinánd Károly Bourbon–parmai herceg 1823. január 14-én született a Lucca közelében fekvő Villa delle Pianore községben (mai neve: Villa Borbone delle Pianore).
Édesapja Károly Lajos Bourbon-parmai herceg (1799–1883) volt, Lajos (Lodovico) Bourbon–parmai hercegnek (1773–1803), 1801-1803 között Etruria királyának és Mária Lujza Jozefa spanyol infánsnőnek (1782–1824) egyetlen fia, IV. Károly spanyol király unokája, aki 1847–49 között II. Károly néven Parma uralkodó hercege lett.
Édesanyja Mária Terézia szárd királyi hercegnő (1803–1879) volt, I. Viktor Emánuel szárd–piemonti király és Habsburg–Estei Mária Terézia Johanna főhercegnő, modenai hercegnő leánya.
Két gyermekük született. Lujza, Lucca hercegnője (1821–1823), kisgyermekként meghalt, és csak az egyetlen fiú, Ferdinánd Károly herceg (1823–1854) érte meg a felnőttkort.
Apja, Károly Lajos herceg 1803–1807 között Napóleon kegyelméből I. Károly (Carlo I) néven a francia csatlós Etruriai Királyság utolsó uralkodójának címét viselte, helyette anyja, Mária Lujza Jozefa hercegné régensként kormányzott. A napóleoni háborúk után nagyapai örökségét, Parma, Piacenza és Guastalla hercegségeit a Bécsi Kongresszus Napóleon feleségének, Mária Lujza osztrák főhercegnőnek élethossziglani tartó birtokába adta, helyette a Bourbonok átmeneti kárpótlás gyanánt Luccai Hercegségét kapták meg.

### Ifjúkora
Születésekor, 1823-ban Ferdinánd Károly herceg még csak Lucca trónörökös hercege címet kaphatta. A következő évben, 1824–ben nagyanyjának elhunytával apja, Károly Lajos herceg lett Lucca uralkodó hercege. A kis trónörököst hivatalosan Ferdinándnak (Ferdinando), néha Ferdinánd Károlynak (Ferdinando Carlo) nevezték. Családtagjai Danducciónak becézték.
Gyermekkorának java részét az Osztrák Császárságban és a német államokban töltötte. Négyéves korában nevelését egy magyar papra, Deáki Zsigmondra bízták. Olasz nyelvre és Itália történelmére Lazzaro Papi, a luccai Hercegi Könyvtár igazgatója oktatta. Emellett megtanult franciául, magyarul, németül, angolul és spanyolul is. 1841-ben Torinóba küldték, hogy a hadművészetekből is képzést kapjon. Kapitányi rangban beosztották a szárd–piemonti királyi hadseregbe, a Novarai Lovassághoz.
Az ifjú Ferdinando Carlo herceg sokat utazgatott rangrejtve. Külföldön a Castiglione márkija (Marchese di Castiglione), Itáliában a Mulazzo grófja (Conte di Mulazzo) álnevet használta.

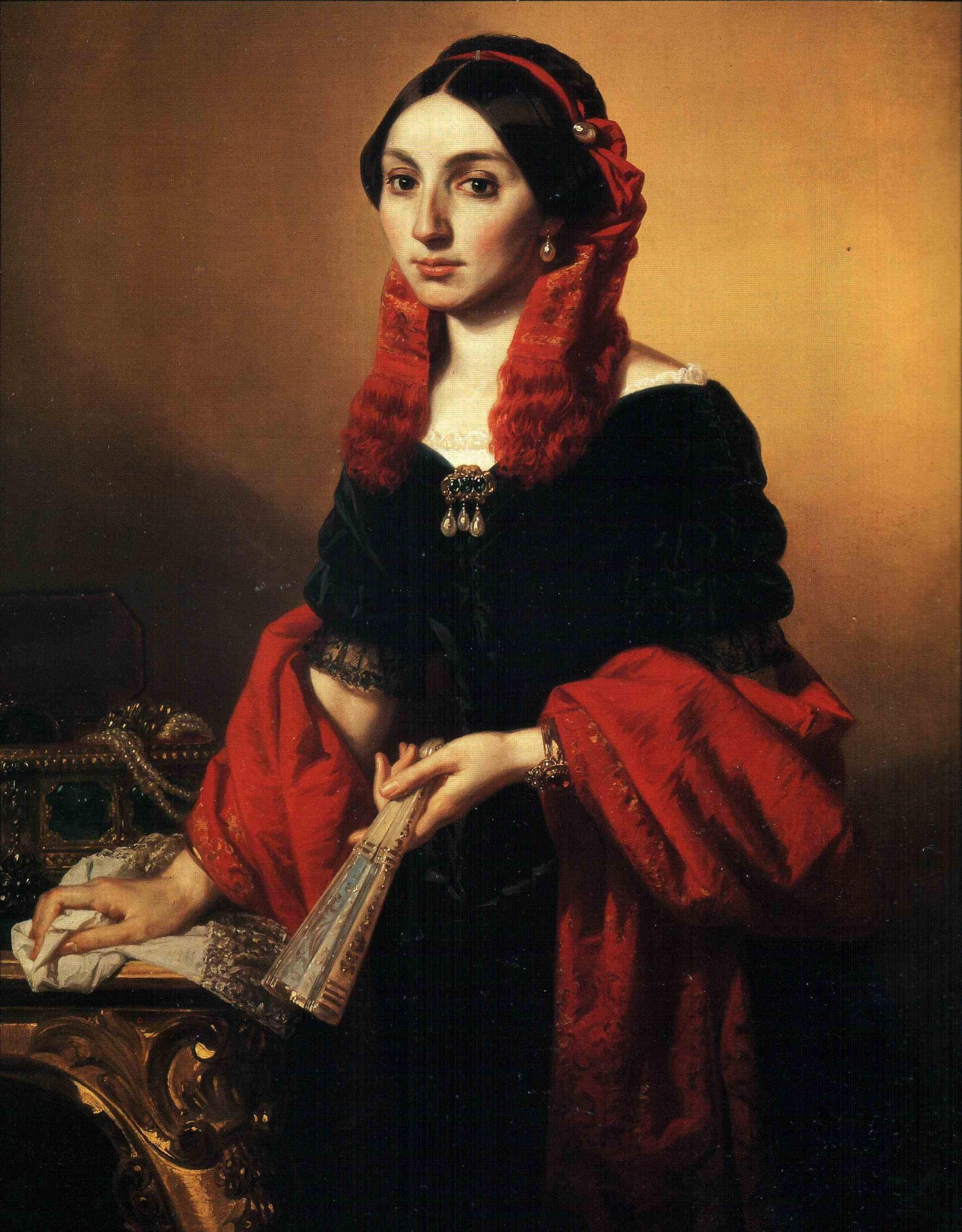
Louise Marie Thérèse parmai hercegné 1850 körül

### Házassága, gyermekei
1845. november 10-én, az alsó-ausztriai Frohsdorf kastélyban (ma: Lanzenkirchenhez tartozik) a 22 éves Ferdinánd Károly herceg, Parma trónjának örököse feleségül vette a 26 éves Louise Marie Thérèse de Bourbon francia királyi hercegnőt (1819–1864), Mária Karolina Ferdinanda nápoly–szicíliai királyi hercegnőnek és az 1820-ban meggyilkolt Berry hercegének leányát, az emigrációban élő X. Károly francia király unokáját. Házasságukból 4 gyermek született:
- Margit Mária Terézia Henrietta hercegnő (1847–1893), aki 1867-ben Don Carlos María de los Dolores de Borbónhoz, Madrid hercegéhez (1848–1909), a Spanyol Királyság karlista trónkövetelőjéhez ment feleségül.
- Róbert herceg (1848–1907), 1854–1859 között I. Róbert néven Parma, Piacenza és Guastalla utolsó (névlegesen) uralkodó hercege, aki 1869-ben a Bourbon-házból való Mária Pia nápoly–szicíliai királyi hercegnőt (1849–1882), majd 1884-ben a Bragança-házból való Mária Antónia portugál infánsnőt (1862–1959) vette feleségül. Második házasságából született Zita Bourbon-parmai hercegnő, az utolsó magyar királyné.
- Aliz Mária Karolina Bourbon–parmai hercegnő (1849–1935), aki 1868-ban a Habsburg–Lotaringiai-házból toszkánai ágából származó IV. Ferdinándhoz, Toszkána utolsó (címzetes) nagyhercegéhez ment feleségül.
- Henrik Károly Lajos György Ábrahám Pál herceg (1851–1905), Bardi grófja, aki 1873-ban Mária Lujza Immakuláta nápoly–szicíliai királyi hercegnőt, majd 1876-ban megözvegyülvén, Adelgunda Jésus portugál királyi hercegnőt vette feleségül.

A házaspár Bajorországba és Angliába utazott nászútra. Első leányuk, Margit hercegnő 1847. január 1-jén született, luccai tartózkodásuk utolsó esztendejének kezdetén.

### Hazatérés Parmába

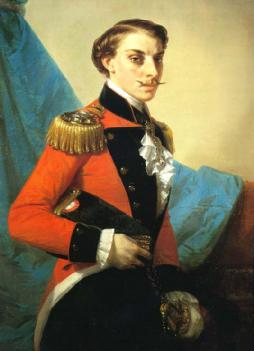
III. Károly, Parma hercege

1847. december 17-én elhunyt Mária Lujza osztrák főhercegnő, Napóleon császár özvegye. Halálával Parma, Piacenza és Guastalla hercegségek trónöröklése visszaszállt a Bourbonok parmai ágára. Ferdinánd apja, Károly Lajos herceg lemondott Lucca hercegének címéről, a Luccai Hercegséget visszacsatolták a Habsburgok által uralt Toszkánai Nagyhercegséghez.
A Parmában állomásozó osztrák császári csapatok elfojtották a helyi liberálisok kisebb szervezkedését, és 1847. december 31-én Ferdinánd Károly herceg apjával együtt megérkezett Parmába, ahol apja II. Károly néven elfoglalta ősei trónját. Ferdinánd Károly herceg felvette a Parma trónörökös hercege címet.
Apja bizalmatlanul és rosszindulattal fordult a számára teljesen idegen parmai udvar tagjai felé. Helyette a következő hónapokban édesanyja, a határozott és kötelességtudó Mária Terézia hercegné kormányozta a hercegségeket.

### Az 1848–49-es itáliai forradalmak
Apjának, II. Károly uralkodása csak néhány hónapig tartott. 1848 tavaszán Észak-Itáliában is forradalmi mozgolódás kezdődött, a terjeszkedő vágyó Károly Albert szárd–piemonti király erőteljes támogatásával. A milánói felkelés hírére március 20-án Parmában is felkelés tört ki. A forrófejű trónörökös azonnal a legkíméletlenebb katonai erőszakot akarta alkalmazni, de apja, II. Károly meghátrált, tárgyalásba bocsátkozott a felkelőkkel, és engedett követeléseiknek. Új régenstanács, majd kormány alakulhatott a szervezkedésért korábban elcsapott Cantelli gróf vezetésével, amely felmondta az Osztrák Császársággal kötött katonai szövetséget, és Károly Alberthez kívánt csatlakozni.
Apja kezéből kicsúszott az irányítás, március 14-én lemondott. Ferdinánd Károly trónörököst a parmai haderő vezérőrnagyává nevezte ki. Ő maga április 8-án Szászországba, majd Angliába menekült. Ferdinánd Károly herceg először Károly Albert szárd–piemonti király főhadiszállására utazott, és megkísérelt megegyezésre jutni vele, de az visszautasította és letartóztatta. Két hónapig Cremonában, majd Milánóban tartották fogva. Az osztrák császári csapatok vereségei nyomán június 5-én a szárd–piemontiak bevonultak Parmába. Június 16-án az ideiglenes kormány kihirdette a hercegség beolvadását a Szárd–Piemonti Királyságba. Az augusztus 9-én megkötött vigevanói fegyverszünet után az osztrák csapatok visszavették Parmát, augusztus 18-án az emigrációban élő II. Károly herceg jóváhagyásával új kormány alakult, maga a herceg és családja azonban Londonban maradt.
Ferdinánd Károly herceget a szárd–piemonti katonai hatóságok a brit kormány közbenjárására augusztusban szabadon engedték. A brit flotta védelme alatt Máltára hajózott, innen hamarosan Nápolyba, majd a toszkánai Livornóba utazott. Itt csatlakozott hozzá felesége, Louise Marie hercegné, és megláthatta újszülött fiát, a július 9-én Firenzében született Róbert herceget. A család ezután Angliában és Skóciában keresett menedéket, biztonságosabb időkre várva.
1849. március 23-án Radetzky tábornagy a novarai csatában döntő vereséget mért a szárd–piemonti haderőre. Az parmai osztrák hadsereg árnyékában helyreállt a Bourbonok uralma. II. Károly herceg azonban még március 24-én végleg lemondott fia, Ferdinánd Károly trónörökös javára, aki III. Károly néven léphetett a hercegi trónra. A Londonban tartózkodó trónörökös beleegyezett, hogy hazaérkezéséig egy katonai bizottság végezze a közigazgatási és kormányzati teendőket. (Apja sohasem tért vissza Parmába, Nizzában élt haláláig, 1883-ig).

### Uralkodása és halála
1849. május 18-án III. Károly, Parma, Piacenza és Guastalla hercege visszaérkezett székvárosába, Parmába, de a körülményeket nem találta elég biztonságosnak, ezért két nappal később ismét távozott. Csak augusztus 5-én jött vissza és vette át a tényleges uralkodói hatalmat. Két fiatalabb gyermeke már parmai uralkodásának éveiben született.
III. Károly herceg ellentmondásos személyiség volt. Művelt és világlátott ember, aki modern elvek szerint fejleszteni akarta országát, de a hatalmat saját kezében összpontosította, kíméletlen eszközökkel. Keményen igyekezett visszaállítani a korábbi abszolutisztikus központi uralkodói hatalmat. Első intézkedésként eljárt az 1848-ban még apja által kinevezett régenstanács tagjai ellen, és egy különbizottságot bízott meg azzal, hogy ellenőrizzék a forradalmi kormány pénzügyeit, és számoltassák el a kormánytagokat. A felkelések aktív résztvevőit halálra ítéltette vagy megkorbácsoltatta.
Szűkebb körben III. Károly azt hangoztatta, hogy országát függetleníteni kívánja az Osztrák Császárságtól. Intelligens politikusként ugyanakkor tisztán látta, hogy ő maga az osztrák császári hadsereg győzelmének köszönheti trónját. Nyíltan nem fordulhatott szembe Ausztriával, amelynek haderejére megbízhatóan számíthatott külső támadás vagy forradalmi mozgolódás esetén. Mindenben Bécsre volt utalva, és féltette saját hatalmát. Kíméletlen önkényuralmat vezetett be. Alattvalóitól teljes meghódolást követelt. Országának lakossága két táborra szakadt: az Ausztria-ellenes nemzeti liberálisokra, akik javarészt városlakók voltak, szemben a hagyományőrző, konzervatív gondolkodású vidékkel, amely a francia legitimistáknak a Bourbon-restaurációt kívánó eszméit tette magáévá.
1853-ban, amikor III. Károly herceg elutazott egy ausztriai hadgyakorlatra, a francia legitimisták parmai hívei mozgalmat indítottak, amely a herceg lemondatására irányult. A mozgalmat maga Louise Marie hercegné is támogatta, aki maga is francia királyi vérből való hercegnő (princesse de sang royal) volt, az 1820-ban meggyilkolt Károly Ferdinándnak, Berry hercegének leánya, X. Károly unokája, akinek öccsét Henri d’Artois-t, Chambord grófját a francia legitimisták V. Henrik néven Franciaország legitim királyának ismerték el. Az Ausztriában tartózkodó III. Károly herceg azonban idejében hírt kapott a szervezkedésről, azonnal szoros rendőri felügyelet alá helyeztette feleségét, és leváltotta a pártütésben részes főhivatalnokokat. A titkosrendőrség főnöke, Bassetti gróf szinte korlátlan hatalmat kapott, besúgói mindenhová eljutottak, a herceg utasítására a rendőrfőnök ismét bevezette a letartóztatottak testi fenyítését. A herceg magas adókat szedetett a lakosságtól, amelynek elégedetlensége nőttön nőtt.
1854. március 26-án este III. Károly herceg sétálni indult Parma utcáin. Vakmerően alábecsülte feléje irányuló általános gyűlölet légkörét. A nyílt utcán tőrrel leszúrta egy merénylő, aki el is tudott menekülni. A sebesült herceget kísérői a Palazzo di Riservába vitték, ahol másnapra virradóra meghalt. Viareggio közelében, a Cappella della Macchia kápolnában temették el. Szívurnáját a parmai Santa Maria della Steccata bazilika szentélyében helyezték el.

### Fejlemények halála után
Legidősebb fiát, a hatéves Róbert trónörököst uralkodóvá kiáltották ki, de mellé édesanyját, az özvegy Louise Marie hercegnét nevezték ki, aki régensként irányította a hercegségeket 1859-ig, a szárd–francia–osztrák háborúig, amikor II. Viktor Emánuel csapatai bevonultak Parmába, és a hercegségeket a Szárd–Piemonti Királysághoz csatolták.
Merénylőjét, egy Antonio Carra nevű kézművest, anarchistát (1824–1895) sohasem fogták el. Személyazonosságára is csak a Parmai Hercegség végső bukása, 1859 után derült fény.